# Hideki Sahara

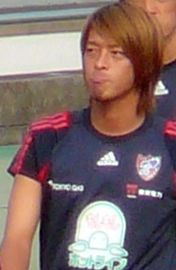
Hideki Sahara

Hideki Sahara (nacido el 15 de mayo de 1978 en Yokohama) es un futbolista japonés que juega para el Kawasaki Frontale.

## Clubes
| Club              | País   | Temporadas |
| ----------------- | ------ | ---------- |
| Kawasaki Frontale | Japón  | 1996−1997  |
| Grêmio FBPA       | Brasil | 1997       |
| Kawasaki Frontale | Japón  | 1997−2007  |
| F.C. Tokyo        | Japón  | 2008-2009  |
| Kawasaki Frontale | Japón  | 2010       |